# Katolická charismatická konference
Katolická charismatická konference je pravidelná akce Katolické charismatické obnovy v rámci Římskokatolické církve v České republice.
Katolická charismatická konference se koná od roku 1990. Konala se v různých městech České republiky, např. v Hradci Králové, v Třebíči, v Českých Budějovicích, od roku 2007 se koná pravidelně v Brně, s výjimkou roku 2020, kdy se z důvodu situace Covid-19 nekonala. V posledním desetiletí bývala její hlavní moderátorkou Kateřina Lachmanová. Konference je laděna ekumenicky, často bývají jejími hosty i protestantští duchovní, především ze zahraničí. O zajištění širokého sortimentu nabídky křesťanské literatury se stará Karmelitánské nakladatelství, objevilo se ale například i nakladatelství Biblion.
Konference se koná každoročně v Brně. Bývá zde důraz na působení Ducha Svatého v různých oblastech života víry. Bývá zde pozváno několik hlavních řečníků, součástí programu jsou také mše svaté, možnost svátosti smíření po celou dobu akce, večery chval a jiné.
Program bývá velmi pestrý. Kromě pravidelných bohoslužeb se zde konají přednášky spojené s ústředním tématem konference, které se rok od roku mění. Nechybí ani křesťanská hudební vystoupení, divadlo, konala se zde také ochutnávka vín za doprovodu cimbálové muziky. Účastníci mají kromě zpovědi možnost absolvovat i přímluvné modlitby. Konference bývá rozdělena na dvě hlavní sekce, které probíhají paralelně na různých pavilonech výstaviště: hlavní program a program pro mládež. Konference se koná v první polovině července od středy do neděle a bývá zahájena i zakončena bohoslužbou.